# Toyota Mark X
Toyota Mark X (яп. トヨタ・マークX) — среднеразмерный седан, выпускавшийся в Японии с 2004 по 2019 год. С 2009 года выпускалось второе поколение модели. C 2010 в Китае совместно с Tianjin FAW Toyota Motor Co. Ltd. выпускался аналог «Reiz».

## Первое поколение

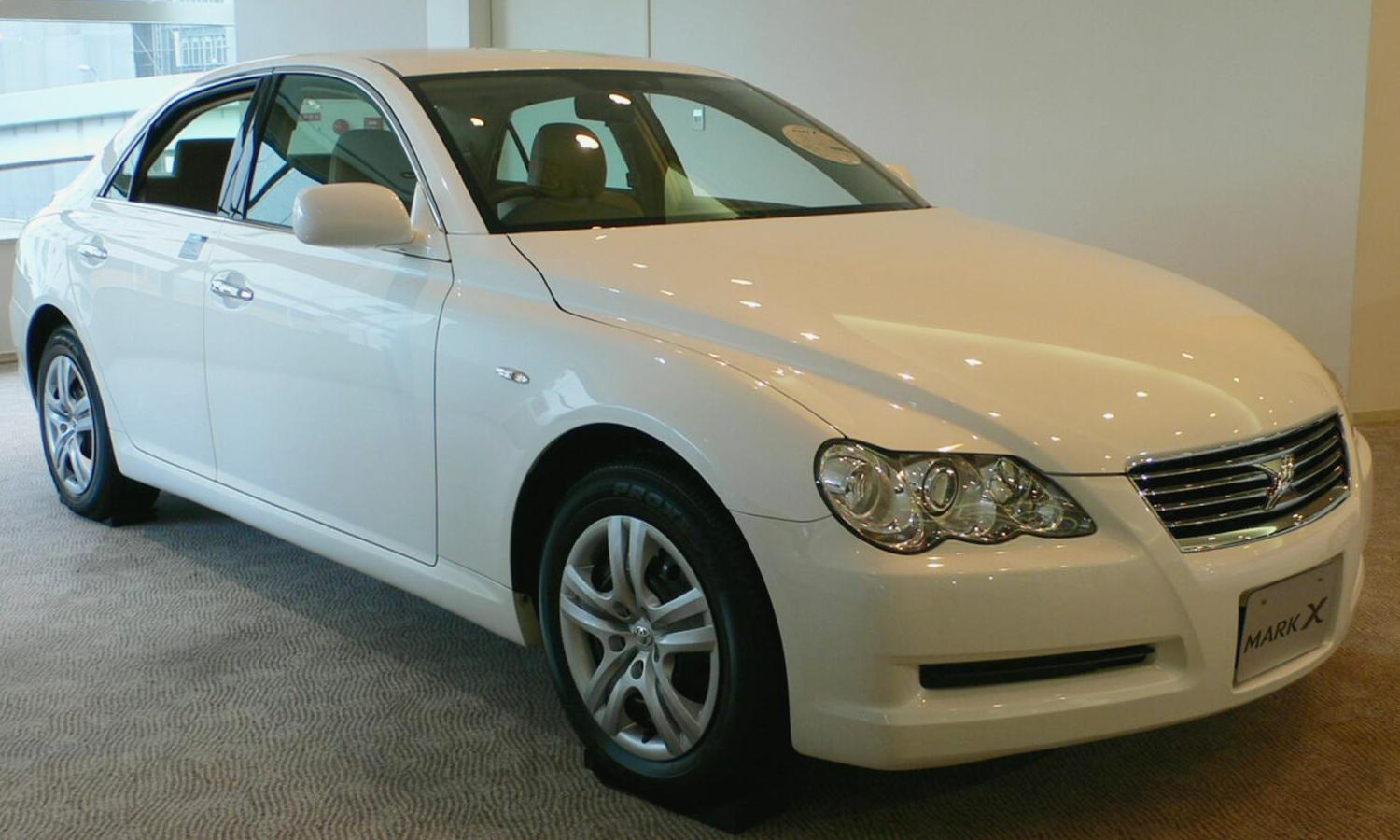
Toyota Mark X 2004 года

Автомобиль комплектовался двигателями 4GR-FSE V6 объёмом 2,5 литра и 3GR-FSE V6 объёмом 3,0 литра. Имел автоматическую 6-ступенчатую коробку передач для заднеприводных комплектаций и 5-ступенчатую для полноприводных.
Mark X использует общую платформу с такими моделями как Toyota Crown (GRS180) 2003 г.в., Lexus GS, Lexus IS и имеет хорошую взаимозаменяемость по запчастям. Существовало 4 базовых пакета: F-самая простая (основное отличие — галогенные фары), G-базовая (уже есть ксенон, легкосплавные диски, сиденье водителя с электроприводом), L (Lux) — самая богатая (ионизатор, сенсорный ЖК монитор с навигационной системой, руль под дерево), S-Pack — спорт-версия, главное отличие: 18" заводские литые диски система стабилизации и курсовой устойчивости. На эту версию 16" диски не устанавливаются из-за увеличенных тормозных суппортов.
Модель содержала множество опций, не входящих в базовый пакет. К ним относятся:
- светодиодная блок-фара
- лазерный круиз-контроль
- подогрев зеркал и дворников (зимний пакет)
- камера заднего хода
- мультивижен-система
- система поворота фар в зависимости от положения руля
- подогрев сидений (сиденья из кожи)
- подсветка подлокотников передних дверей
- электрохромное самозатемняющееся зеркало заднего вида
- датчик дождя
- и другие

## Второе поколение

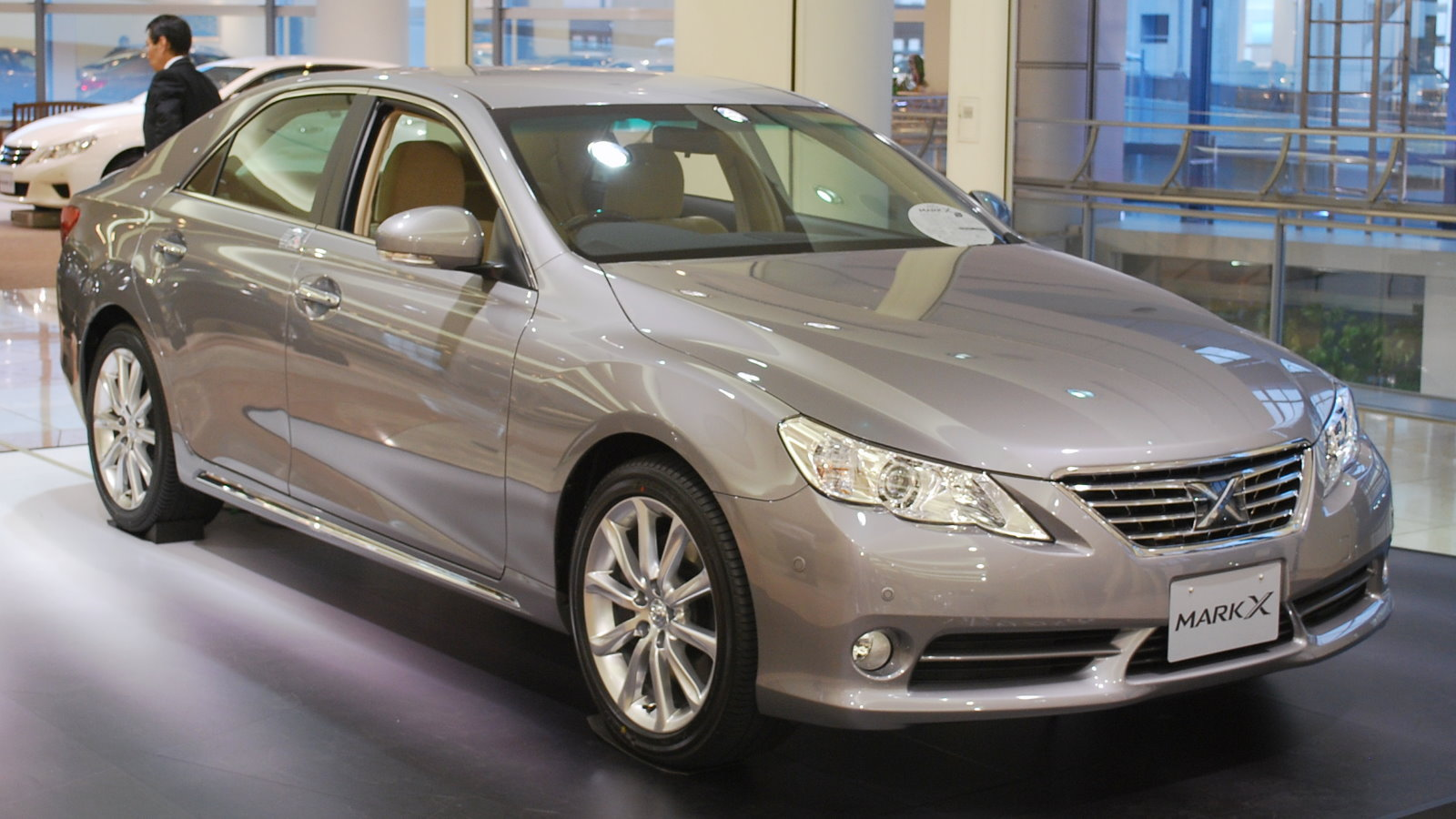
Внешний вид второго поколения Toyota Mark X

Осенью 2009 года было представлено второе поколение седана Mark X. Автомобиль фактически полностью позаимствовал базу предшественника, лишь с незначительными изменениями в конструкцию шасси, что добавило машине спортивной динамики.
Модель комплектуется двигателем V6 DOHC рабочим объёмом 2,5 л либо 3,5 л. Эффективнее стало расходоваться топливо, благодаря внесенным изменениям в программу управления двигателя. Так, заднеприводный вариант модели с двигателем 2,5 л в режиме 10-15 употребляет 7,7 л на 100 км, а с 3,5-литровым двигателем — 9,8 л на 100 км.
Модель комплектуется 6-ступенчатой автоматической трансмиссией. Доступны три модификации, отличающиеся устанавливаемым оборудованием: «стандартная», «спортивная» и «премиум».
В 2012 году проведён рестайлинг, а 23 декабря 2019 года модель была снята с производства.